# Silvia Arroyo Camejo
Silvia Arroyo Camejo   (Berlín, 1986) és una autora científica alemanya d'origen espanyol.

## Biografia
El seu pare és un cirurgià vascular espanyol i la seva mare una professora d'idiomes alemanya. Als 17 anys va començar a escriure un llibre sobre física quàntica que va ser publicat l'any 2006 per l'editorial científica Springer sota el títol "Skurrile Quantenwelt" ("El món insòlit dels quants"). Pel seu extraordinari acompliment en l'assignatura de Física va obtenir en 2004 el premi escolar del la "Societat de Física de Berlín" (Physikalischen Gesellschaft zu Berlin i.V.). En 2005 va obtenir el premi al millor llibre de la "Societat alemanya de Física" ("Deutsche Physikalische Gesellschaft"). Arroyo Camejo va assistir al prestigiós col·legi jesuïta Canisius-Kolleg de Berlín, on va completar els seus estudis secundaris (Abitur) amb distinció an les assignatures de química i física en 2005.
Actualment, a més d'estudiar física a la Universitat Humboldt de Berlín, treballa al "Centre Helmholtz de Materials i Energia de Berlín" (Helmholtz-Zentrum Berlin für Materialien und Energie) en el departament d'energia solar. Afirma que es troba treballant en dos llibres més.

## El món insòlit dels quants
El seu llibre "El món insòlit dels quants" (Skurrile Quantenwelt) va començar com un repàs per a ús personal, dels molts llibres sobre física quàntica que Arroyo Camejo havia llegit des dels 14 anys i es va desenvolupar en un llibre que explica el seu enteniment sobre la matèria de 255 pàgines. Arroyo Camejo va enviar el seu manuscrit al professor de Física de la Universitat de Heidelberg Hans-Dieter Zeh perquè ho avalués i va ser ell mateix, qui amb el permís de l'autora, l'hi va donar a la casa editorial científica Springer que finalment ho va publicar. El llibre tracta d'explicar diversos temes de física quàntica de manera comprensible tant per a estudiants del camp així com para llecs, sense usar matemàtica complexa. S'ha convertit en llibre de text a diverses universitats en l'àmbit de l'idioma alemany, com la Universitat de Viena.
En el llibre s'expliquen diversos experiments d'importància històrica en la mecànica quàntica, com l'experiment de Young i l'efecte fotoelèctric. Per tant, il·lustra la importància de la dualitat ona corpuscle en la mecànica quàntica. El llibre aborda també teories d'avantguarda en el camp de la gravitació quàntica com la Teoria de cordes, la Gravetat quàntica de bucles i tracta de respondre les preguntes sobre l'existència de variables ocultes.